# Rutherglen (circonscription du Parlement d'Écosse)
Pour les articles homonymes, voir Rutherglen.
Rutherglen dans le Lanarkshire était un Burgh royal qui a élu un Commissaire au Parlement d'Écosse et à la Convention des États.
Après les Actes d'Union de 1707, Rutherglen, Dumbarton, Glasgow et Renfrew ont formé le district de Glasgow, envoyant un membre à la Chambre des communes de Grande-Bretagne.

## Liste des commissaires de burgh
- 1661, 1665 convention, 1672-74, 1678 convention: David Spens [1]
- 1667 convention: Andrew Pinkerton, bailli [2]
- 1669-70: James Riddell (licencié pour malversation, 1671) [3]
- 1689 convention, 1689–1702: John Scott, malteur  [4]
- 1702-07: George Spens, provost [5]